# Минский станкостроительный завод имени С. М. Кирова
ОАО «Станкостроительный завод им. С. М. Кирова» (бел. ААТ «Станкабудаўнічы завод імя С. М. Кірава») — белорусское предприятие станкостроительного профиля, расположенное в городе Минске.

## История
В 1881 или 1883 году в предместье Кошары в излучине реки Свислочь был основан Кошарский машиностроительный и чугуно-медно-литейный завод, который специализировался на производстве оборудования для пищевой промышленности и железных дорог. В 1925 году переименован в завод «Металлист» (по другой информации — «Металл»), в 1928 году в результате укрупнения переименован в «Коммунар». В 1934 году полностью переориентирован на выпуск станков, вскоре переименован в честь Сергея Кирова. С 1947 года специализируется на производстве протяжных и отрезных станков. В 1973 году у завода появился филиал в посёлке Холопеничи Минской области. В 1976 или 1978 году завод стал головным предприятием Минского производственного объединения по выпуску протяжных и отрезных станков им. С. М. Кирова. Ведомственная подчинённость завода менялась: в 1929—1941 годах входил в Белорусский государственный трест металлообрабатывающей промышленности, в 1944—1953 годах подчинялся Наркомату (с 1946 года — Министерству) станкостроения СССР, в 1953—1954 годах — Министерству машиностроения СССР, в 1954—1957 годах — станкостроительной и инструментальной промышленности СССР. В 1957 году стал подчиняться Совету народного хозяйства БССР (входил в управление машиностроения и станкостроения, с 1962 года — в управление станкостроения и общего машиностроения). После упразднения СНХ в 1965 году перешёл в подчинение Главного управления по производству автоматических линий и универсальных станков (Главстанкопрома) Министерства станкостроительной и инструментальной промышленности СССР. В 1981 году завод был награждён орденом Трудового Красного Знамени. По состоянию на 1999 год завод выпускал металлорежущие станки (протяжные и отрезные), а также специальные и деревообрабатывающие станки.
С 1958 года на базе завода действовало специальное конструкторское бюро (СКБ) протяжных станков, подчинявшееся Главстанкопрому, а после образования Минского ПО протяжных станков вошедшее в его состав.
В мае 2023 года президент Украины Владимир Зеленский ввёл санкции против завода.

## Современное состояние
По данным Министерства промышленности Республики Беларусь, на заводе работает 153 человека. 
Завод выпускает протяжные станки и специальные станки на их базе, круглопильно-отрезные, ленточно-отрезные, ножовочно-отрезные станки, узлы и детали машин и оборудования, а также проводит капитальный ремонт и модернизацию различных видов станков. Завод входил в холдинг «Белстанкоинструмент».
В связи с многократным снижением объёмов производства завод было решено перенести, а большую площадку в центре города застроить жильём и офисами. В рамках программы выноса из Минска промышленных предприятий запланирован переезд завода на площадку Минского завода автоматических линий им. П. М. Машерова — на улицу Долгобродскую в Минске. 
В 2008 году озвучивался план привлечения инвестора из Омана для застройки территории, но через несколько лет он отказался от проекта. Впоследствии недвижимость, которая находилась на балансе завода, была разделена на части. Часть старых корпусов купила компания «Белнефтегаз» из холдинга «Трайпл» Юрия Чижа. В 2019 году 5,2 га с новыми корпусами завода были проданы неназванному покупателю за 16,4 млн рублей (ок. 8 млн долларов).